# Fabiana Alvim
Fabiana Alvim de Oliveira, mais conhecida como Fabi Alvim ou simplesmente Fabi (Rio de Janeiro, 7 de março de 1980), é uma ex-jogadora de voleibol brasileira, bicampeã olímpica em Pequim 2008 e Londres 2012. Ela atuava na posição de líbero. Atualmente é comentarista esportiva.

## Carreira
Fabiana nasceu na cidade do Rio de Janeiro no ano de 1980.
Fabiana começou a jogar vôlei aos treze anos de idade na sua escola quando estava participando de uma competição escolar. Começou a treinar nas categorias de base, e devido sua baixa estatura se especializou na defesa, e logo com a criação da posição de líbero em 1998, passou a se destacar.
Participou das principais conquistas da Seleção Brasileira, incluindo as medalhas de ouro nos Jogos Olímpicos de Verão de 2008 em Pequim e nos Jogos Olímpicos de Verão de 2012 em Londres.
Fabiana é considerada por muitos críticos do voleibol como a melhor líbero do mundo da história.

### Seleção Brasileira
A primeira chance de Fabiana na Seleção Brasileira de Voleibol foi em 2001, quando a equipe ainda era comandada por Marco Aurélio Motta. A atleta sobreviveu à crise que dizimou a equipe e foi ao Mundial de 2002, na Alemanha. O Brasil terminou o campeonato em sétimo lugar, mas Fabi foi eleita a segunda melhor defensora e receptora do torneio.
Com a queda de Motta e a ascensão de José Roberto Guimarães ao comando técnico da Seleção Brasileira, Fabi perdeu espaço na equipe e acabou sendo cortada em 2003. Ela voltou a ser convocada em 2005, disputando posição com a veterana Arlene.
Fabi só conseguiu se firmar na seleção no final de 2006, quando ganhou a disputa com Arlene e foi convocada para jogar no Mundial no Japão. A atleta, chamada de Fabizinha pelas amigas da seleção, teve um bom desempenho, sendo uma das responsáveis pela conquista da medalha de prata pelo Brasil.
Dentre os títulos mais importantes pela Seleção Brasileira destacam-se o pentacampeonato do Grand Prix (2005, 2006, 2008, 2009 e 2013), os vice-campeonatos no Mundial, Copa do Mundo e Jogos Pan-Americanos respectivamente. Além das medalhas de ouro nos Jogos Olímpicos de Pequim em 2008 no qual foi eleita a melhor líbero da competição e nos Jogos Olímpicos de Londres.

### Clubes
Fabiana iniciou sua carreira em clubes em 1992 nas categorias de base do Flamengo, na condição de atacante. Mas como possui baixa estatura se especializou na posição de líbero em 1998. No mesmo ano participou de sua primeira Superliga Brasileira de Voleibol defendendo a equipe de Macaé. Em 2000 sob orientação da técnica Isabel Salgado retornou ao Flamengo. Na temporada seguinte, vestiu as cores do rival Vasco, sagrando-se vice-campeã da Superliga. Depois se transferiu para a equipe de Campos dos Goytacazes e somente em 2005 passou a defender o Rexona-Ades, onde jogou até aposentar-se, e pelo qual conquistou títulos como o tetracampeonato da Superliga, Salonpas Cup, Copa Brasil de Vôlei e Campeonato Carioca.
| Clube                   | País   | De   | Até  |
| ----------------------- | ------ | ---- | ---- |
| C.R. Flamengo           | Brasil | 1992 | 1998 |
| Petrobras/Macaé         | Brasil | 1998 | 1999 |
| C.R. Flamengo/Petrobras | Brasil | 1999 | 2000 |
| C.R. Vasco da Gama      | Brasil | 2000 | 2001 |
| ACF/Campos              | Brasil | 2001 | 2004 |
| Oi/Campos               | Brasil | 2004 | 2005 |
| Unilever                | Brasil | 2005 | 2018 |

### Aposentadoria
Após vinte anos de carreira, em 2018, Fabiana anunciou sua aposentadoria do esporte. Em entrevista para Carlos Gil, Fabi afirmou que: "uma hora tem que chegar esse momento. Então, é uma decisão difícil pra todo mundo. Ninguém tem cem por cento de certeza nunca. Mas o corpo fala e, enfim, os desafios que vão aparecendo para você, você vai se sentindo feliz com as coisas que você conquistou."

### Pós-aposentadoria
Posterior a carreira de jogadora de vôlei, Fabi tornou-se comentarista esportiva no SporTV vinculado ao Grupo Globo. Desde 2018, Fabiana comenta jogos de vôlei e bastidores do esporte na emissora.

## Vida pessoal
Fabiane é torcedora fanática do Flamengo. No ano de 2019, tornou-se mãe após sua esposa Julia Silva fazer o tratamento de fertilização in vitro.

## Conquistas

### Pela Seleção Brasileira
- Campeã dos Jogos Olímpicos de Londres 2012
- Campeã dos Jogos Olímpicos de Pequim 2008
- Vice-campeã da Copa do Mundo 2007
- Vice-campeã dos Jogos Pan-Americanos 2007
- Vice-campeã do Campeonato Mundial 2006
- Pentacampeã do Grand Prix (2005, 2006 , 2008, 2009 e 2013)
- Hexacampeã Sul-Americana (2003, 2005, 2007, 2009, 2011 e 2013)
- Bicampeã do Troféu Valle d'Aosta (2005 e 2006)
- Tricampeã do Montreux Volley Masters (2005, 2006 e 2009)
- Campeã do Torneio de Voleibol Final Four 2008
- Vice-campeã da Copa dos Campeões de 2009
- Copa Pan-Americana - 2009,2011
- Vice-campeã do Grand Prix 2010
- Vice-campeã do Campeonato Mundial 2010
- Campeã do Jogos Pan-Americanos de Guadalajara 2011
- Bicampeã da Copa dos Campeões (2005 e 2013)

### Por clubes
- Tetracampeã do Campeonato Sul-Americano de Clubes pelo Rio de Janeiro: 2013, 2015,[25] 2016[26] e 2017.[27]
- Decacampeã da Superliga Brasileira pelo Rio de Janeiro: 2005/2006, 2006/2007, 2007/2008, 2008/2009, 2010/2011, 2012/2013, 2013/2014, 2014/15,[28] 2015/16[29] e 2016/17[30]
- Bicampeã do Torneio Top Volley na Suíça pelo Rio de Janeiro: 2006 e 2009
- Tricampeã da Copa Brasil pelo Rio de Janeiro: 2007, 2016[31] e 2017[32]
- Tricampeã da Supercopa Brasileira pelo Rio de Janeiro: 2015[33] e 2016[34] e 2017[35]
- Bicampeã da Salonpas Cup pelo Rio de Janeiro: 2006 e 2007
- Duodecacampeã Carioca pelo Rio de Janeiro: 2005, 2006, 2007, 2008, 2009, 2010, 2011, 2012, 2013, 2014, 2015, 2017[36]
- Campeã do Grand Prix Vôlei Brasil pelo Campos: 2002
- Campeã da Copa Rio pelo Rio de Janeiro: 2009
- Campeã Carioca pelo Vasco: 2000
- Tricampeã Estadual pelo Campos: 2001, 2002 e 2003
- Campeã da Taça Premium pelo ACF/Campos: 2001
- Campeã da Copa Sudeste pelo ACF/Campos: 2001
- Campeã Paranaense pelo ACF/Campos: 2001
- Campeã do Grand Prix Vôlei Brasil pelo ACF/Campos: 2002
- Campeã dos Jogos Abertos do Interior pelo ACF/Campos: 2002
- Campeã da Supercopa Feminina pelo ACF/Campos: 2002
- Campeã da Supercopa pelo ACF/Campos: 2003
- Campeã do Intermunicipal Adulto Feminino pelo ACF/Campos: 2004

### Individuais
- Melhor líbero do Grand Prix 2002
- Melhor líbero do Sul-Americano (2003 e 2007)
- MVP do Sul-Americano 2009
- Melhor líbero dos Jogos Olímpicos de Pequim 2008
- Melhor líbero e melhor defesa do Torneio de Voleibol Final Four 2008
- Melhor líbero do torneio Montreux Volley Masters 2009
- Melhor recepção da Superliga pelo Campos 2002/2003
- Melhor líbero da Superliga pelo Campos 2002/2003
- Melhor Jogadora da final da Superliga pelo Rexona-Ades 2007/2008
- Melhor Passe da Superliga pelo Rexona-Ades 2007/2008
- Melhor líbero da final da Superliga pelo Rexona-Ades 2008/2009
- Melhor Defesa da Superliga pelo Rexona-Ades 2008/2009
- Melhor Defesa da Superliga pelo Unilever (Ex Rexona Ades) 2010/2011
- Melhor recepção da Copa do Mundo de Voleibol 2011
- Melhor líbero do Mundial de Clubes 2016[37]